# Vostok 4
Vostok 4 est une mission spatiale avec équipage du Programme Vostok  de l'Union soviétique qui s'est déroulée en août 1962. L'équipage était constitué de Pavel Popovitch qui devint le quatrième soviétique à voler dans l'espace. Après les vols inauguraux de Youri Gagarine et de Guerman Titov, l'objectif de Vostok 4 était de démontrer que l'Union soviétique était capable de disposer simultanément de deux vaisseaux dans l'espace. Cet objectif supposait, pour des raisons liées à la mécanique spatiale, que le vaisseau Vostok puisse effectuer une mission de plus d'un jour dans l'espace. Popovitch lancé 24 heures après Vostok 3 parvint à atteindre l'objectif fixé en s'approchant à moins de 5 km du vaisseau d'Andrian Nikolaïev. Après un séjour de pratiquement 3 jours dans l'espace, il effectua une rentrée prématurée à la suite d'un problème de communication avec le sol.   

## Équipage
- Pavel Popovitch

Remplaçant
- Vladimir Komarov[1]

## Contexte

### La réalisation d'un vol conjoint comme objectif
Après le vol de Guerman Titov à bord de Vostok 2 en août 1961, qui constitue la deuxième mission spatiale habitée soviétique, le responsable du programme spatial soviétique Sergueï Korolev propose que la prochaine mission du programme Vostok consiste à faire voler simultanément trois vaisseaux spatiaux. Pour Korolev, il s'agit de maintenir l'avance sur le programme Mercury américain, dont le premier vol orbital (Mercury-Atlas 6.) est planifié prochainement. Korolev prévoit que chaque vaisseau, lancé à un jour d'intervalle, effectuera une mission de 3 jours pour qu'au moins durant un jour, trois vaisseaux soviétiques soient simultanément présents dans l'espace. Korolev souhaite que la nouvelle mission se déroule dès novembre 1961. 
Mais les représentants de l'Armée de l'Air soviétique, qui gèrent les moyens de suivi au sol et de récupération de l'équipage, tout comme les médecins, s'opposent au projet de Korolev. Ces derniers, qui ont en tête le mal de l'espace qui a sévèrement handicapé Titov, redoutent les effets d'une mission trois fois plus longue. L'Armée de l'Air estime, quant à elle, qu'elle ne dispose pas des moyens lui permettant de gérer trois missions simultanées et propose de réduire la mission à deux vols. Fin octobre, le planning est remis en question par le gouvernement, qui décide que toutes les ressources travaillant sur le projet doivent se mobiliser sur la mise au point du satellite de reconnaissance Zenit (Zenit utilise une version légèrement modifiée du vaisseau Vostok). Le même mois, six cosmonautes sont mis à l'entrainement pour la mission : il s'agit de Valeri Bykovski, Vladimir Mikhaïlovitch Komarov, Grigori Nelioubov, Andrian Nikolaïev, Pavel Popovitch et Gueorgui Chonine.

### Conflit avec le programme Zenit
Les deux lancements du satellite de reconnaissance Zenit, en décembre et en janvier, sont des échecs qui repoussent à chaque fois la date de la prochaine mission habitée. Par ailleurs, des tests effectués au sol sur la capsule habitée remettent en cause la fiabilité des parachutes et du système de support de vie du vaisseau. Toutefois, le lancement de la première mission spatiale (en vol orbital) habitée américaine en février 1962, très largement couverte par les médias, fait réagir les dirigeants soviétiques qui se sentent dans l'obligation de répliquer rapidement.
Le 17 février Oustinov, qui en tant que responsable de la commission militaro-industrielle, est aussi responsable du programme spatial et des missiles balistiques, ordonne de manière abrupte à Korolev de préparer sa mission conjointe pour mi-mars, alors même que ses caractéristiques sont loin d'être arrêtées. Le général Kamanine, responsable du corps des cosmonautes, dresse une liste des sept pilotes qui doivent s’entraîner pour la mission. Celle-ci comprend les six cosmonautes sélectionnés au départ, auxquels s'ajoute Boris Volynov. Mais la date du vol est sans cesse repoussée, car le lancement reste conditionné par la réussite de deux missions Zenit. Un premier vol suborbital emportant une capsule Zenit a lieu le 26 avril, mais le deuxième lancement qui a lieu le 1er juin est un échec et endommage gravement le pas de tir des vaisseaux Vostok.

### Feu vert et derniers préparatifs
Malgré une opposition de quasiment tous les acteurs, qui jugent trop risquée pour la santé des cosmonautes une mission de plus d'un jour, Korolev parvient toutefois à arracher un accord. Le 16 juillet, les membres de la commission d'état chargée de statuer sur le programme Vostok décident que le lancement se fera entre le 5 et 10 août. L'objectif retenu pour cette mission est que les deux vaisseaux spatiaux passent à moins de 20 km l'un de l'autre. 
Sur le plan technique, les vaisseaux Voskhod ne sont pas à même de réaliser un véritable rendez-vous. En particulier leur système de propulsion ne leur permet pas de modifier leur orbite. Le rendez-vous repose donc entièrement sur la précision du deuxième lancement : celui-ci doit être effectué à un moment précis, 24 heures après le premier tir, avec un azimut de tir et un temps de combustion des étages de la fusée parfaitement conforme  aux calculs. Les responsables de la mission ont prévu que les deux vaisseaux atterrissent simultanément, l'un après deux jours de vol, le second après trois jours. 
Début août, cinq des cosmonautes - Bykovski, Komarov, Nikolaïev, Popovitch et Volynov - puis les principaux responsables techniques du programme spatial s'envolent vers la base de lancement de Baïkonour pour préparer le vol. Kamanine sélectionne peu après pour la mission  Nikolaïev, dont le flegme face au danger est légendaire, et Popovitch au caractère complètement opposé. Tous deux ont 32 ans.

## Déroulement de la mission

### Lancement de Vostok 3
Vostok 3 est lancé le 11 août 1962 à 11 h 30, heure de Moscou, avec Nikolaïev à bord. Korolev est nerveux car le lanceur Vostok-K a connu récemment plusieurs échecs. Mais le vaisseau est placé sur l'orbite nominale (181 x 235 km avec  une inclinaison de 65°). De nombreuses expériences médicales avaient été préparées pour mieux cerner les symptômes du mal de l'espace qui avait affecté Titov mais Nikolaïev ne rencontre aucun des problèmes de son prédécesseur. Du coup il est autorisé à se détacher (ce que ses prédécesseurs n'avaient jamais été autorisés à faire) et à flotter librement dans sa capsule. Pour la première fois également des images prises par des caméras disposées dans la cabine sont diffusées sur la chaine de télévision soviétique.

### Lancement de Vostok 4
Vostok 4 est lancé le 12 août à 11 h 02 et placé sur une orbite de 180 x 237 km avec une inclinaison de 65°. Le tir a lieu dix minutes après que le vaisseau Vostok 3 est passé immédiatement au-dessus de la base de Baïkonour. Ce deuxième tir surprend tout le monde et la presse occidentale fait des gros titres sur ce qu'elle  considère comme un nouvel épisode remarquable de l'ère spatiale.  Les orbites des deux vaisseaux sont suffisamment proches pour que les deux cosmonautes passent à moins de 5 kilomètres l'un de l'autre. Dans une conférence qui aura lieu après la mission, Popovitch affirmera qu'il a pu distinguer l'autre vaisseau comme un objet de la taille d'une très petite Lune, mais il semble qu'en réalité aucun des deux cosmonautes n'ait pu observer le vaisseau frère. Progressivement, les orbites des deux vaisseaux s'éloignent l'une de l'autre et à partir de la fin de journée, ils ne se rapprochent plus jamais à moins de 850 km.
Popovitch, dont le nom de code est Aigle royal (en russe Беркут  Berkut), parvient à contacter à plusieurs reprises Nikolaïev par radio malgré la mauvaise qualité de la transmission. Les deux cosmonautes s'astreignent à suivre l'horaire des tâches planifiées. Ils effectuent quelques exercices physiques, modifient l'orientation de leurs vaisseaux et réalisent des photographies de la Terre et de l'horizon. Durant les séances de transmissions télé, Popovitch filme avec verve des objets volant dans la cabine tandis que Nikolaïev se montre beaucoup plus réservé. À la fin de la journée du 13 août, la commission d'état accepte la proposition de Korolev de prolonger à 4 jours le vol de Vostok 3 et à 3 jours celui de Vostok 4 : les deux vaisseaux doivent atterrir dans la matinée du 15 août. Cette décision est prise bien que la température soit tombée brusquement de 27 à 13 °C à bord de Vostok 4, à la suite d'une défaillance du système de support de vie. Les cosmonautes se livrent dans la journée du 14 août à quelques nouvelles expériences médicales et de physique appliquée.

### La rentrée prématurée de Vostok 4
Dans la nuit du 14 au 15 août, les dirigeants du Kremlin, désireux d'accroître le retentissement de la mission, demandent que celle-ci soit prolongée d'un jour. Korolev temporise mais la plupart des membres de la commission d'état s'opposent à cette décision. La température dans la cabine de Vostok 4 est tombée à 11 degrés, ce qui se situe à la limite des consignes de sécurité, mais Popovitch est prêt à prolonger son séjour d'une journée supplémentaire. C'est cette décision qui est finalement prise. Le jour suivant, la température a encore chuté à 10 ° et le taux d'humidité est désormais de 35 %, sans toutefois que Popovitch se dise incommodé. Il est néanmoins préoccupé par la baisse continuelle de ces deux indicateurs. Les contrôleurs au sol considèrent que la situation est désormais dangereuse et certains des responsables de la commission d'état demandent que le vaisseau effectue sa rentrée à la date initialement prévue, c'est-à-dire au cours de l'orbite suivante.
C'est dans ce contexte que Popovitch signale aux contrôleurs au sol qu'il observe des éclairs. Or avant la mission, certains mots clés avaient été définis pour signaler de manière codée des dysfonctionnements à bord du vaisseau. Selon ces conventions, l'observation d'éclairs signifiait que le cosmonaute souffrait fortement du mal de l'espace. La phrase de Popovitch alarme les contrôleurs au sol, qui lui demandent comment il se sent. Celui-ci, répond qu'il va très bien. Mais Youri Gagarine, qui est membre de la commission d'état, et Kamanine accueillent avec scepticisme cette réponse car ils sont convaincus que Popovitch essaie de dissimuler ses problèmes. Ils décident de déclencher la rentrée des deux vaisseaux à la fin de la matinée du 15 août. 
Popovitch atterrit à 200 km du vaisseau de son compagnon après un séjour dans l'espace de 2 jours, 22 heures et 57 minutes.  Nikolaïev de son côté établit un nouveau record de durée de pratiquement 4 jours. Les deux hommes sont récupérés en bonne santé bien que leur activité cardiaque ne redevienne normale qu'au bout de 7 à 10 jours après l'atterrissage. Les cosmonautes sont reçus de manière triomphale au Kremlin le 18 août.

## Postérité
Le module de descente du vaisseau de Popovitch est désormais exposé au Musée des Étoiles à Moscou, mais il est présenté comme le module de descente de Voskhod 2.